# اوبالتان
اوبالتان (کره‌ای: 오발탄) یا گلولهٔ بی‌هدف یا تیر سرگردان یک فیلم درام جنایی به کارگردانی یو هیون-موک محصول سال ۱۹۶۰ سینمای کره جنوبی است که از برترین آثار این سینما به‌شمار می‌رود.